# Bure Valley Railway
Bure Valley Railway – linia kolei wąskotorowej (rozstaw szyn – 381 mm), pomiędzy Wroxham a Aylsham w Anglii (hrabstwo Norfolk).

## Historia

### Kolej publiczna
Linia została otwarta 1 stycznia 1880. Od momentu otwarcia trasę obsługiwała Great Eastern Railway, jednak formalnie przejęła ją dopiero w 1882. Linia obsługiwała Aylsham jako drugie co do wielkości miasto w północno-wschodnim Norfolk, jednak przychody okazały się niewysokie. Rocznie przewożono około 6000 pasażerów (obecnie jest to około 120 000 pasażerów rocznie). Podczas I wojny światowej kolej przeszła pod zarząd państwa. Wkrótce zaczął wzrastać konkurencyjny ruch drogowy, ale przewozy drewna do umocnień frontowych pozostawały znaczne. Nieznacznie wzrósł też, i tak niewielki, ruch pasażerski. Pod koniec wojny wprowadzono na trasie pierwsze autobusy. W 1923 linia została wchłonięta przez nowo utworzoną London North Eastern Railway (LNER). Ruch na linii zaczął wzrastać wraz z budową baz Królewskich Sił Powietrznych w okolicy, w szczególności RAF Coltishall. Wraz z wybuchem II wojny światowej ruch wojskowy wzrósł, podobnie jak ruch pasażerski, ze względu na racjonowanie benzyny, które znacząco wpłynęło na ograniczenie ruchu samochodowego i autobusowego.
Wraz z zakończeniem racjonowania benzyny (1950) i wzrostem konkurencyjności autobusów, popyt na usługi kolejowe spadł, aż transport kolejowy stał się w końcu nieopłacalny. Ostatni pociąg pasażerski przejechał po linii 15 września 1952. Niezależnie od tego kontynuowano przewozy towarowe. Ruch towarowy z Aylsham obejmował zboże dla przemysłu spirytusowego i inne towary. W 1974 zlikwidowano urządzenia do przeładunku towarów na tor normalny. Po tej dacie ruch towarowy był kontynuowany – wożono jeszcze elementy betonowe. Ruch całkowicie ustał pod koniec 1981, a British Rail ostatecznie zamknęły linię 6 stycznia 1982.

### Kolej turystyczna
Hrabstwo Norfolk realizowało politykę przekształcenia nieużywanych linii kolejowych w długodystansowe, wolne od ruchu trasy rowerowe i piesze, jednak w tym wypadku szereg członków rady hrabstwa było entuzjastami kolei i wysunięto sugestię, aby na trasie wznowić ruch w formie turystycznej. Odbudowa torowisk rozpoczęła się 8 maja 1989, a otwarcie nastąpiło 10 lipca 1990. Choć kolej wybudowała na własne potrzeby 20 wagonów oraz obiekty dworcowe, nie miała ani odpowiedniego kapitału, ani czasu na pozyskanie parowozów. W rezultacie wynajęto lokomotywy z kolei Romney Hythe and Dymchurch w hrabstwie Kent. W kolejnych latach następowały liczne zmiany właścicielskie wywołane problemami finansowymi. Ostatecznie w 2001 linię przejęło stowarzyszenie miłośników kolei i od tego czasu zarządzanie nią jest stabilne. Posiada m.in. własny tabor parowozowy.

## Tabor
Kolej dysponuje m.in. następującym taborem:
- parowóz nr 1 Wroxham Broad,
- parowóz nr 6 Blicking Hall,
- parowóz nr 7 Spitfire,
- parowóz nr 8 John of Gaunt,
- parowóz nr 9 Mark Timothy[3],
- lokomotywa spalinowa projektu Johna Edwardsa z 1988,
- lokomotywa spalinowa nr 4 (układ osi 0-4-0),
- lokomotywa spalinowa (manewrowa) z kolei torfowej Fisons na Somerset Levels[4],
- 26 wagonów pasażerskich[5].

## Galeria

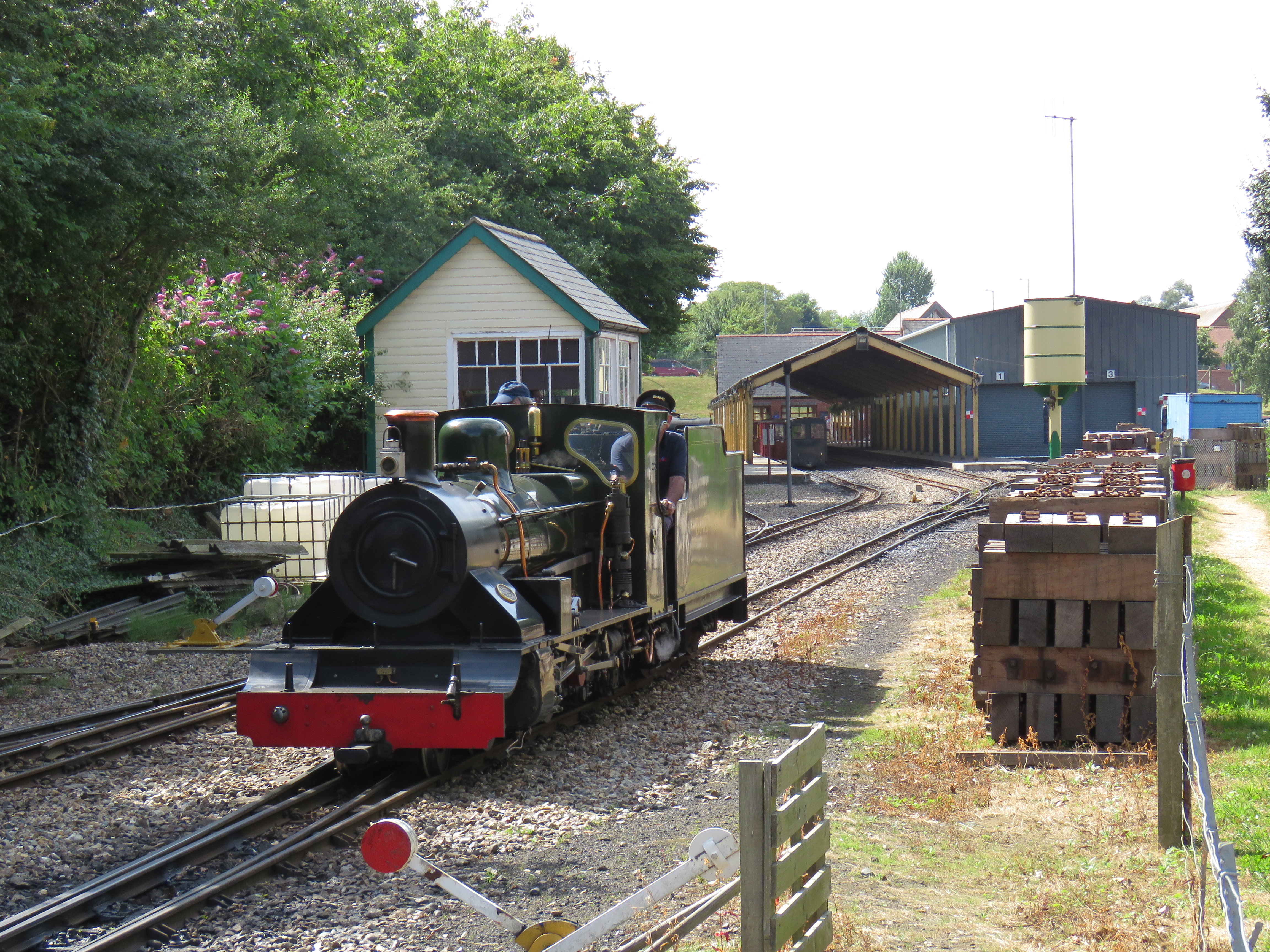
Parowóz nr 7 Spitfire w Aylsham
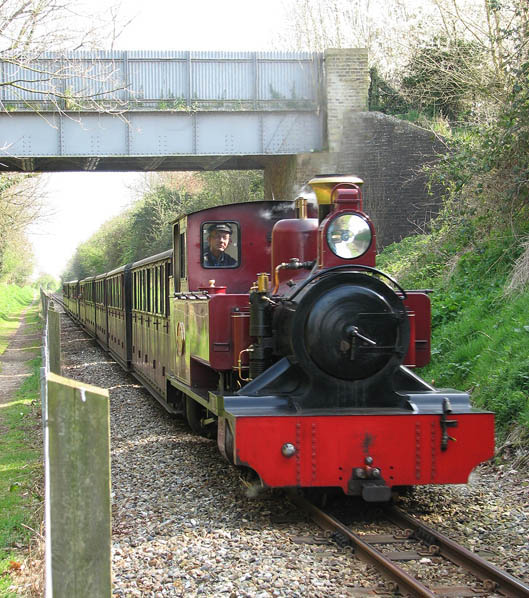
Parowóz nr 9 Mark Timothy na trasie
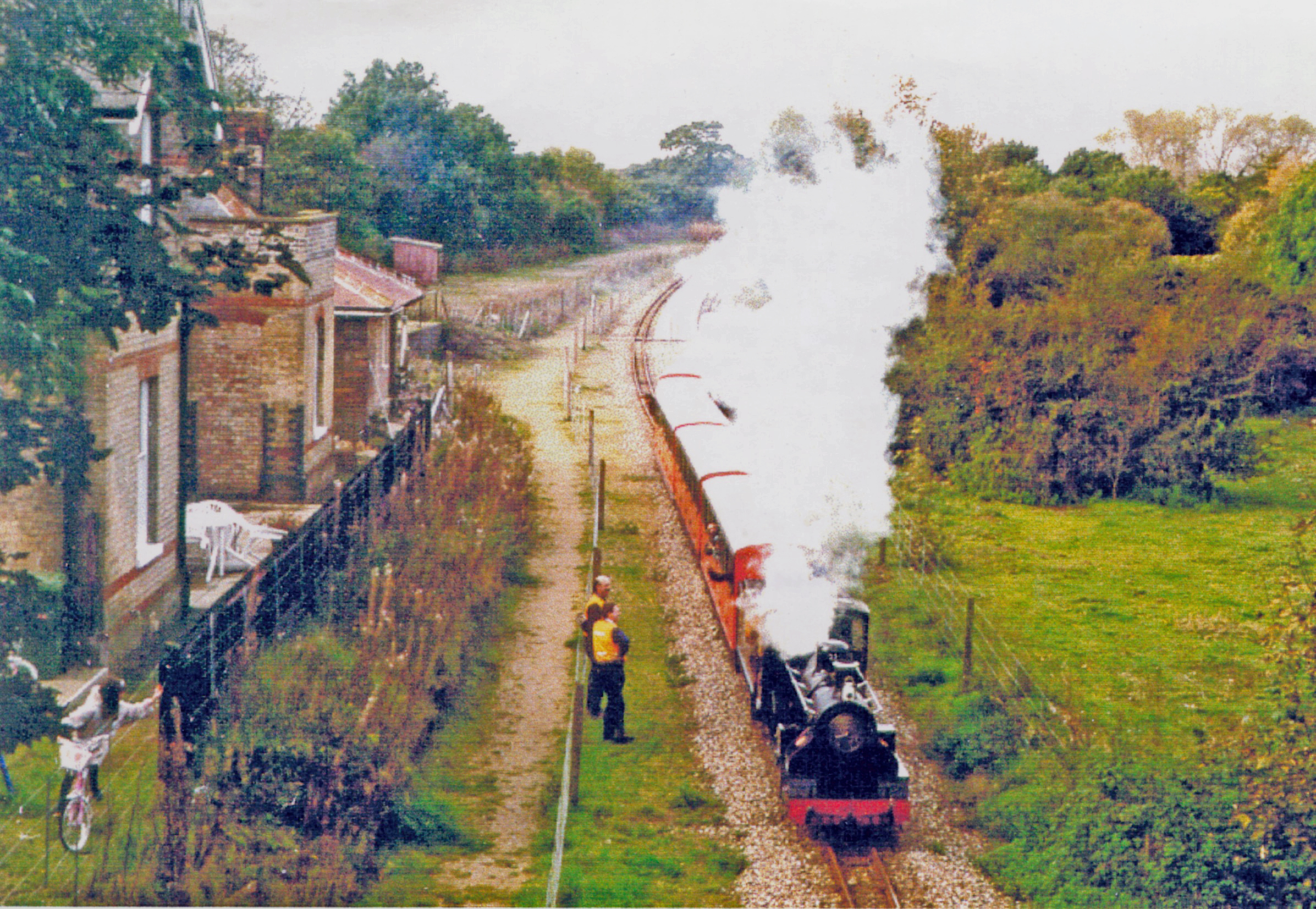
Stacja Coltishall w 1994